# 海燕路 (珠海)
海燕路位于中国珠海市，为一条呈东西走向的一般道路。其西南起凤凰南路，东北接情侣中路。

## 概要及历史
海燕路全长216米，宽约16米，設有中央分隔帶。现为双向4车道行驶。
海燕路于1980年代建成，1985年命名。
2013年，海燕路曾铺设沥青路面，以配合马拉松赛事。